# Этвёш, Петер
Петер Э́твёш (венг. Eötvös Péter; 2 января 1944[…], Одорхею-Секуеск, Королевство Венгрия — 24 марта 2024[…], Будапешт) — венгерский композитор, дирижёр, музыкальный педагог.

## Биография
Окончил Будапештскую консерваторию (1965) у Золтана Кодаи, затем стажировался в Кёльнской Высшей школе музыки.
Как дирижёр Этвёш предпочитал работать с коллективами, специализирующимися на исполнении современной музыки, — прежде всего с французским Ensemble InterContemporain, музыкальным руководителем которого он был в 1979—1991 гг. Этвёш считался большим специалистом по необычным звучаниям и способам звукоизвлечения.
Произведениями, которые принесли наибольшую славу Этвёшу-композитору, стали оперы «Три сестры» (Лион, 1998; по пьесе Чехова) и «Ангелы в Америке» (Париж, 2004; по знаменитой пьесе Тони Кушнера). Среди других опер: «Балкон» (Экс-ан-Прованс, 2002), «Любовь и другие демоны» (Глайндборн, 2008; по роману Маркеса), «Золотой дракон» нем. Der goldene Drache; Франкфурт, 2014), «Без крови» (итал. Senza sangue; Кёльн, 2015).
Этвёшу принадлежит также значительное количество оркестровой и инструментальной музыки, в том числе для необычных инструментов и составов.
Автор музыки к нескольким фильмам, в том числе номинировавшемуся на «Оскар» фильму «Кошки-мышки» (1972).
Этвёш также положил на музыку стихи Шандора Вереша и других поэтов.
Как педагог Этвёш работал в Высшей школе музыки Карлсруэ (1992—1998, 2002—2007) и в Кёльнской Высшей школе музыки (1998—2001). Среди учеников Этвёша Кваме Райан. В 1991 году Этвёш основал собственный институт и фонд для поддержки молодых композиторов и дирижёров (без постоянной штаб-квартиры), на смену которому в 2004 г. пришёл фонд «Eötvös Peter Contemporary Music Foundation» (штаб-квартира в Будапеште).
Как дирижёр, работал преимущественно с музыкой XX века. В его аудиозаписи представлены произведения Бартока, Берио, Картера, Куртага, Лахенмана, Лигети, Линдберга, Мадерны, Стравинского, Церхи, Б. А. Циммермана, Шёнберга, Шрекера и, разумеется, его собственные сочинения. Изредка также записывал музыку классико-романтического репертуара (Бетховен, Лист).
Скончался 24 марта 2024 года в Будапеште после тяжёлой болезни на 81-м году жизни.